# Заворушення на авіаносці Кітті-Гок

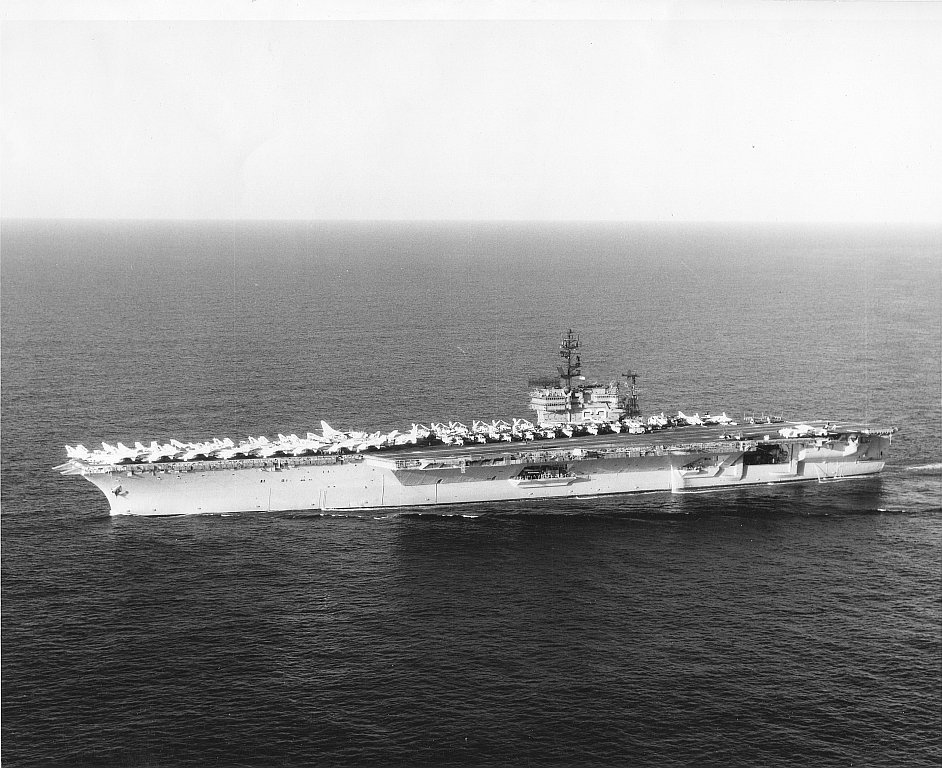
USS Kitty Hawk (CV-63) близько 1975 року

Заворушення на авіаносці «Кітті-Гок» англ. USS Kitty Hawk — сутички між моряками на расовому ґрунті, що відбулись на авіаносці ВМС США Kitty Hawk уночі проти 13 жовтня 1972 р. біля узбережжя Північного В'єтнаму під час операції «Лайнбекер». Багато членів екіпажу були поранені, але попри те Кітті-Гок брав участь в операції «Лайнбекер», як і було заплановано.
Близько 100—200 чорношкірих та білих членів команди авіаносця «Кітті-Гок» проявили непослух і взаємну агресію внаслідок невдоволення діями і ставленням офіцерів авіаносця ВМС Кітті-Гок, які, як виглядало, проявляли системний расизм на кораблі. Серед причин невдоволення було переконання, що на чорношкірих моряків у складі екіпажу регулярно покладаються більш неприємні або такі, що принижують гідність, обов'язки. Чорношкірі моряки також вважали, що до білих моряків застосовуються м'якші дисциплінарні стягнення за подібні порушення, ніж ті, що застосовувались до кольорових моряків. Крім того, на їхній настрій вплинули враження від расово мотивованої бійки, в якій брали участь моряки «Кітті-Гок» на Філіппінах безпосередньо перед тим, як корабель відплив.
В ході заворушень чорношкірі моряки напали й поранили численних білих членів екіпажу, а також самі постраждали від нападів у відповідь. Трьох довелося доставити на берег для лікування в лікарні. Загалом було поранено від 45 до 60 членів команди авіаносця «Кітті-Гок». Командир авіаносця — капітан Марленд Таунсенд та його заступник — командор Бенджамін Клауд (який був темношкірим офіцером) — відмовляли учасників заворушень від подальших актів насильства і завадили білим морякам, чисельність яких була пропорційно більшою, вчинити більш масовий напад на чорношкірих у відповідь. Таким чином, авіаносець зміг здійснити свої повітряні місії згідно з графіком операції Linebacker на ранок 12 жовтня. Пізніше дев'ятнадцятьох учасників заворушень було визнано винними як мінімум за одним звинуваченням, пов'язаним із заколотом.
Інцидент став відомим завдяки публікації в Нью-Йорк таймс. Подальші расові заворушення на авіаносці Констеллейшен Constellation (кораблі одного класу з Кітті-Гок) призвели до слухань у Конгресі США з метою вивчення расових стосунків у ВМС, а також політики та програм, запроваджених керівництвом ВМС для розв'язання расових проблем.
Згодом авіаносець «Кітті-Гок» брав участь в інших військових операціях флоту США.